# Sergiusz (Kopyłow)
Sergiusz, imię świeckie Wiktor Nikołajewicz Kopyłow (ur. 21 sierpnia 1983 w Griazi) – rosyjski biskup prawosławny.

## Życiorys
Urodził się w rodzinie urzędniczej. W 2003 ukończył wyższą szkołę pedagogiczną w Usmaniu, uzyskując dyplom nauczyciela nauczania początkowego z dodatkowym przygotowaniem w dziedzinie przedmiotów humanistyczno-społecznych. W latach 2003–2008 uczył się w seminarium duchownym w Woroneżu. 28 marca 2008 złożył wieczyste śluby mnisze na ręce metropolity woroneskiego i borysoglebskiego Sergiusza, przyjmując imię zakonne Sergiusz na cześć świętego mnicha-wyznawcy Sergiusza (Sriebrianskiego). 21 września 2008 został wyświęcony na hierodiakona, zaś 17 września 2009 – na hieromnicha.
Od 2008 kierował wydziałem ikonopisania seminarium duchownego w Woroneżu, wykładał w nim również historię Rosyjskiego Kościoła Prawosławnego, bieżące problemy zarządzania cerkiewnego oraz podstawy koncepcji społecznej Rosyjskiego Kościoła Prawosławnego. W 2014 w trybie zaocznym ukończył Moskiewską Akademię Duchowną. 
25 lipca 2014 otrzymał nominację na biskupa borisoglebskiego i buturlinowskiego, zaś 3 sierpnia 2014 otrzymał godność archimandryty, ostatecznie jednak nie odbyła się jego chirotonia. 22 października 2015 otrzymał nową nominację na wikariusza eparchii woroneskiej z tytułem biskupa siemiłuckiego. Został wyświęcony na biskupa 19 grudnia 2015 w monasterze Podwyższenia Krzyża Pańskiego i Jerozolimskiej Ikony Matki Bożej w Łukinie; jako główny konsekrator w uroczystości brał udział patriarcha moskiewski i całej Rusi Cyryl. Od 3 czerwca 2016 jest ordynariuszem eparchii borisoglebskiej, z tytułem biskupa borisoglebskiego i buturlinowskiego.